# 졸업반
"졸업반"은 2016년에 개봉한 대한민국의 영화이다.

## 성우진
- 이주승 : 정우 역
- 강진아 : 주희 역
- 정영기 : 동화 역
- 장혁진 : 점백이 교수 역
- 박진서 : 앵앵이 역
- 윤지욱 : 지욱 역
- 홍의준 : 친구 역
- 이주윤 : 여학생 1 역
- 곽지현 : 여학생 2 역
- 이재혜 : 여학생 3 / 오피스텔녀 역
- 임성미 : 여학생 4 / 나리 / 여직원 역
- 서호철 : 룸아저씨 / 사진사 역
- 연상호 : 실루엣 남자 역
- 오윤석 : 지욱 아버지 역

성우진이 완전히 다른 초기 더빙 버전이 존재함.